# Backstreet Boys: Show 'Em What You're Made Of
Backstreet Boys: Show 'Em What You're Made Of é um documentário-biográfico estadunidense lançado em 2015. Dirigido por Stephen Kijak, foi filmado ao longo de dois anos e narra toda a trajetória do grupo vocal estadunidense Backstreet Boys, até a criação de seu álbum de estúdio In a World Like This de 2013 e de sua turnê mundial subsequente, ambos inseridos no aniversário de vinte anos do grupo.
Backstreet Boys: Show 'Em What You're Made Of estreou em 30 de janeiro de 2015 nos Estados Unidos, tendo sido lançado em outras partes do mundo em datas diversas, como o Reino Unido e Europa em 26 de fevereiro e 28 de março no restante do mundo. O longa arrecadou 2,838 milhões de bilheteria mundialmente e seu lançamento em DVD e blu-ray contendo conteúdo extra, ocorreu em 28 de abril do mesmo ano.

## Enredo
| “                | De 1999 a 2002, nós fomos a maior banda do mundo. Ninguém pensou que ia ser tão grande quanto foi, então simplesmente passou. E o que você faz quando é um adulto em uma boy band?. | ” |
| — Brian Littrell | |   |

O longa inicia-se com cenas do grupo vivendo juntos em uma casa em Londres, Inglaterra, apenas os cinco sem suas respectivas famílias, esposas ou filhos, enquanto trabalham em seu álbum de aniversário de vinte anos, In a World Like This. Cenas do quinteto trabalhando e saindo juntos, jogando futebol, fazendo compras e caminhando numa montanha, foram entrelaçados com vídeos de cada um deles contando sobre sua história. A produção, em seguida, exibe Brian Littrell indo à terapia e revelando seu diagnóstico de disfonia nas cordas vocais, além de um problema neurológico chamado de distonia.
Ao longo das cenas, todo o grupo vai à cidade natal de cada membro, visitando suas antigas igrejas, escolas, professores. 
Kevin Richardson relata o tempo que antecedeu a morte de seu pai e mostra a seus colegas de grupo, a igreja onde ele passou a maior parte do tempo enquanto crescia. Howie Dorough os leva para sua antiga casa e relata, que não conseguiu obedecer a ordem de seu pai, para matar coelhos que haviam invadido o quintal da casa.
O grupo também visita a antiga escola primária e de dança de Nick Carter, onde ele relembra que suas atividades artísticas, eram uma maneira dele escapar da negatividade em sua própria casa, devido seus pais brigarem o tempo todo. AJ McLean também visita sua antiga escola e se reúne com seus antigos professores, onde também recita um monólogo que costumava fazer quando criança. Littrell também visita sua antiga escola e se encontra com seu antigo professor de canto, que foi a primeira pessoa a descobrir seu talento. Ele também leva seus colegas de grupo para visitar sua igreja.
Os membros do Backstreet Boys, também expressam sua decepção com Lou Pearlman, o empresário que os uniu e que, posteriormente, criou seu rival, o grupo N'Sync. Os membros relatam sobre como ele roubou seu dinheiro e como foram maltratados posteriormente. O grupo visita sua mansão, agora esvaziada pela Receita Federal desde sua prisão, e com valores restituídos as pessoas que ele havia enganado.
A produção também apresenta muitos vídeos antigos do grupo ensaiando e se apresentando em seus primeiros dias, antes de conseguirem seu contrato de gravação em 1994. Eles realizaram turnês por escolas nos Estados Unidos e, em seguida, encontraram sucesso na Europa, vendendo catorze milhões de cópias de seu álbum de estreia, que nunca foi lançado oficialmente nos Estados Unidos.

## Elenco
- AJ McLean
- Brian Littrell
- Howie Dorough
- Kevin Richardson
- Nick Carter

## Produção
Em 2012, quando o Backstreet Boys estava se preparando para gravar um novo álbum de estúdio, surgiu a ideia da realização de um documentário sobre todo o processo de gravação. No entanto, a ideia sobre produzir um filme sobre sua carreira, cresceu rapidamente. Sobre a ocasião Richardson comentou: "Nós estávamos filmando as gravações [do álbum] e os ensaios para a turnê, enquanto estávamos na estrada. É uma espécie de gravação de álbum junto com a nossa história, é sobre como nos reunimos e os altos e baixos na montanha russa em que estivemos".
O início de suas filmagens ocorreu quando se mudaram juntos para uma casa em Londres, em julho de 2012. O processo de gravação continuou quando o grupo inteiro visitou a cidade natal de cada membro, em setembro de 2012, a fim de compartilharem mais sobre a vida um do outro, antes do ingresso de cada um no grupo em 1993. McLean contou sobre a direção adotada para a sua produção dizendo: "Nós nunca tivemos qualquer intenção real de ir na direção em que estávamos até seis meses de filmagem. A maioria dos documentários musicais ultimamente, como de One Direction, Katy Perry, Jonas Brothers, eram esses documentários em estilo de performance ao vivo em 3D. Alguém recentemente entrou em contato com o nosso e o comparou com o 'Some Kind of Monster' do Metallica e o documentário do Foo Fighters. Isso é muito além de lisonjeiro. Ambos são incríveis".
Em 11 de fevereiro de 2013, a revista Hollywood Reporter noticiou que Stephen Kijak havia sido escalado para dirigir um documentário sobre o Backstreet Boys, um longa produzido por Mia Bays e Pulse Films. Ambos Kijak e Bays, alegaram durante entrevista de pré-estreia de Backstreet Boys: Show 'Em What You're Made Of, que antes de trabalhar no projeto, não eram amigáveis ao grupo, mas que mudaram de ideia enquanto trabalhavam na produção do longa. Kijak considerou que neste processo, foi estabelecido um ritmo verdadeiro e concluiu dizendo: "Foi um dos processos editoriais mais agradáveis que já passei com uma banda".
Entre os anos de 2013 e 2014, enquanto o Backstreet Boys embarcava em sua turnê mundial, In a World Like This Tour, os membros iam visualizando durante seu tempo de descanso, o trabalho sendo feito no documentário.

## Lançamento

### Exibição
Um evento de pré-estreia de Backstreet Boys: Show 'Em What You're Made Of foi realizado nos Estados Unidos em 29 de janeiro de 2015 no Arclight Cinemas, em Los Angeles. Os membros do grupo estavam presentes e algumas celebridades participaram do evento, como Lance Bass, do N'Sync, Erik-Michael Estrada, do O-Town e Jeff Timmons, do 98 Degrees. Um dia depois, o longa foi oficialmente lançado no país.
Em 26 de fevereiro, o longa estreou no Reino Unido e Europa, incluindo Portugal. Na mesma data, o Backstreet Boys realizou uma apresentação em Londres, transmitida ao vivo por satélite para países da Europa e mais tarde, para os países com data de lançamento posterior. Em 28 de março, o longa estreou na América Latina, Ásia, Austrália e Nova Zelândia. No Brasil, Backstreet Boys: Show 'Em What You're Made Of estreou nos cinemas em 18 de abril pela rede de cinemas UCI, juntamente com o concerto gravado em Londres. Em 30 de maio, foi exibido na emissora de música australiana MusicMax.
Em 30 de janeiro, durante o primeiro dia de lançamento do longa nos Estados Unidos, o mesmo alcançou o topo da tabela de documentários do iTunes Store e Google Play Store estadunidense, onde se manteve na liderança por uma semana, além de se classificar em número dois na tabela geral de filmes do iTunes. O filme arrecadou US$ 282.000 dólares em 129 telas no país, durante o seu fim de semana de estreia. Backstreet Boys: Show 'Em What You're Made Of já arrecadou 2.837.800 milhões em todo o mundo.

### Crítica
Backstreet Boys: Show 'Em What You're Made Of recebeu análises majoritariamente positivas, principalmente antes de seu lançamento. O website Artistdirect deu 5 estrelas de uma escala 5 ao longa, observando que "Um dos aspectos mais poderosos do filme é o foco na criação da mais recente oferta do grupo em 2013, 'In a World Like This'. É o momento em que AJ McLean, Howie Dorough, Nick Carter, Kevin Richardson e Brian Littrell, realmente brilham mais. Vê-los tocando no estúdio também parece estranhamente comovente, pois sua suposta imagem, sempre foi a do quinteto no palco na frente de milhares de pessoas dançando sem instrumentos. Estes momentos íntimos fazem de Show 'Em What You're Made Of, uma verdadeira jóia no que diz respeito a documentários musicais".
Amy Nicholson do jornal Village Voice atribuiu uma pontuação média de 70 pontos de uma escala de 100, afirmando que "Show 'Em What You're Made Of argumenta de forma convincente que esses garotos-homens têm algo a dizer sobre a inconstância do destino  — algo que eles sabiam mais como homens jovens do que qualquer um dos cínicos que os dispensaram por dançar em uníssono. A parte mais difícil será convencer as pessoas a os ouvir". Escrevendo para o jornal The New York Times, Neil Genzlinger disse que o filme "é livre de discernimento e de forte clichê, com os cinco compartilhando reminiscências óbvias sobre a emoção do estrelato, visitando locais de sua juventude, filmando cestas de basquete e ensaiando ocasionalmente". Para Michael Cragg, que forneceu três estrelas de uma escala de cinco, em sua avaliação para a publicação The Guardian, o filme é "surpreendentemente franco" e "enfoca o que acontece quando uma boyband emocionalmente fraturada cresce e lida com seu passado".

### Home video
Em janeiro de 2015, o Backstreet Boys anunciou planos de lançar um pacote combinado de DVD / blu-ray no verão da América do Norte, daquele mesmo ano. O conteúdo adicional incluiria cenas bônus e deletadas no DVD, juntamente com uma entrevista exclusiva de John ‘Q’ Elgani, ex-chefe de segurança do grupo, falecido em 2013. Em 28 de abril, o DVD de Backstreet Boys: Show 'Em What You're Made Of foi lançado oficialmente nos Estados Unidos e Canadá, o que levou o mesmo a atingir a quarta posição da parada Billboard Music DVD Chart.